# Bernard Van Craeynest
Bernard Van Craeynest, né le 9 février 1957 à Paris, est un syndicaliste français, ancien président de la CFE-CGC, la confédération syndicale de l'encadrement CGC.

## Biographie
Titulaire du baccalauréat (F6 chimie) en 1976 et d'un BTS physico-métallographe en 1979, Bernard Van Craeynest adhère à la CGC en février 1983.
En 1988, il est nommé délégué syndical central de la Snecma (devenu Safran depuis). En 1992, il entre au comité directeur de la fédération de la métallurgie CGC et au comité confédéral. Il devient en 1998, secrétaire national de la fédération de la métallurgie CGC puis en 2001, vice-président délégué de la fédération de la métallurgie CGC et président de celle-ci en 2004.
Il est élu le 22 décembre 2005 président de la CFE-CGC, face à la présidente de la CNAV Danièle Karniewicz, à la suite du décès de l'ancien président Jean-Luc Cazettes, et après l’intérim de Jean-Louis Walter. Il est réélu en décembre 2006 avec seulement 66 % des voix, séquelle du conflit de l'année précédente, puis en février 2010 par 78,55 % des votes exprimés. Carole Couvert lui succède à ce poste en avril 2013.
Il est membre du Conseil économique et social depuis septembre 2004.
Il est président du conseil d'administration de l'Agirc depuis mars 2010.